# Woolmark

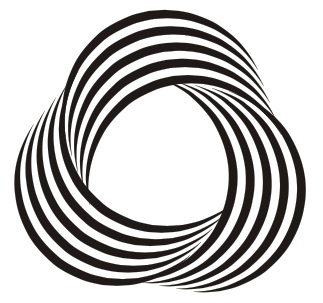
Het Woolmark-symbool

Woolmark is een handelsmerk van AWI (Australian Wool Innovation Limited). Producenten van wollen artikelen zoals kleding, beddengoed, meubelbekleding, gordijnstof, tapijten et cetera kunnen een licentie krijgen om dit merk te gebruiken. Voorwaarde is dat het artikel voldoet aan een aantal eisen opgesteld door de AWI. Eén daarvan is dat het wolmerk alleen gebruikt mag worden voor artikelen bestaande uit 100% scheerwol. Naast het merk Woolmark exploiteert AWI via The Woolmark Company ook de merken Woolmark blend (50 tot 99% scheerwol) en Woolblend (30 tot 49% scheerwol).
Het merk is in 1937 ingevoerd door het IWS (Internationaal Wol Secretariaat) om de kwaliteit van wollen artikelen te garanderen en zo het gebruik van wol te promoten.